# The Hassles
The Hassles (с англ. — «Неприятности») — рок-группа 1960-х годов, известная, среди прочего, участием в ней автора песен и пианиста Билли Джоэла. Группа выпустила две долгоиграющие пластинки и несколько синглов.

## История
Первоначально эту группу из Лонг-Айленда составляли вокалист и фронтмен Джон Дизек (англ. John Dizek, 'Little John'), гитарист Ричард МакКенна (англ. Richard McKenna), ударник Джонатан Смолл (англ. Jon Small - Jonathan Craig Small) и клавишник Гэри Вебер (англ. Harry Weber), который играл на электрооргане Хаммонда марки (в английском написании) B-3. Вебер был самым старшим в группе и слыл проблемным человеком, к тому же пристрастился к «веществам» — так, он нюхал клей даже будучи на сцене, сидя на маленькой скамейке, чтобы скрыться за органом. Лидером группы считался Джонатан Смолл, как «голова» проекта The Hassles. В музыкальном мире он вращался с самого детства: в 1955 году, в возрасте восьми лет, признан профессиональным барабанщиком, а с 1959-го, с двенадцати лет, музыкой начал зарабатывать деньги — от 150 до 200$ в неделю.
В 1966 году во время тура по Флориде, после очередного замечания, Вебер взбунтовался, повздорил со Смоллом и после стычки был уволен (через несколько лет он погиб от передозировки наркотика: его нашли мёртвым на железнодорожном полотне). Музыканта заменили Хоуи Артуром Бловельтом (англ. Howie Arthur Blauvelt) на басу и Билли Джоэлом на клавишных, выполнив тем самым условие Джоэла взять в группу также и его приятеля по предыдущему ансамблю The Echoes/The Lost Souls/The Commandos Бловельта. Это условие имело и прикладной характер: Билли не горел желанием заменять бас-гитару соответствующей органной педалью, как это делал Гэри Вебер или Феликс Кавальер из группы The Young Rascals (с англ. — «Молодые негодяи»). Постепенно хорошим приятелем Джоэла стал и Смолл — «первый муж первой жены» Джоэла Элизабет — сестры Вебера.
Несмотря на то, что The Hassles считалась местной топовой группой, Билли Джоэл не хотел переходить к ним от своих товарищей по предыдущему коллективу. Поэтому ему, помимо органа Хаммонда, предоставили еженедельное жалованье в 250 долларов и гарантировали постоянную работу «52 недели в год, если захочет»; такая сумма по меркам 1967 года была вполне конкурентоспособна, учитывая, что минимальная почасовая оплата тогда составляла чуть более двух долларов. Правда, чтобы покрыть расходы за орган, наложили вычет в 50$ в месяц.
Отточив своё музыкальное мастерство и хорошо сыгравшись во время непрерывных выступлений на различных площадках в течение 1965—1966 гг., квинтет в составе Дизека, МакКенны, Смолла, Джоэла и Бловельта в мае 1967 года приступил к студийным записям и в ноябре этого же года в свет вышел одноимённый дебютный альбом. Бловельт ушёл из группы в начале 1968-го, но через год вернулся. Дизек оставил группу в конце 1968-го, став «поклонником Иисуса».
28 октября 1967 года ведущая ежедневная газета Лонг-Айленда Newsday опубликовала на трёх страницах довольно комплиментарную статью Харви Аронсона (англ. Harvey Aronson) о The Hassles «Посмотрите, что выросло на наших лужайках» (англ. Look What Grew on Our Lawns). Статья сопровождалась фотографией группы с инструментами в руках на фоне дома семьи Дизека в Сайоссете (англ. Syosset). На переднем плане разместились владелец одного из местных клубов Дэнни Мазур и его сын Ирвин (англ. Danny and Irwin Mazur) — менеджер группы. Билли Джоэл назван там «Билли Джо», и охарактеризован как самый образованный музыкант в коллективе, уважающий Бетховена и Рахманинова («но длинноволосые такое не носят»), а Джон Дизек — как фронтмен и даже секс-символ. Упомянут «флегматичный парень» Ричи МакКенна, повествующий о том, как радовались ребята из группы, когда услышали одну из своих песен по радио. Не забыли и родителей музыкантов; например мама Джоэла сообщила, что всегда была уверена в музыкальной карьере сына, поскольку он «сначала запел, а потом уже заговорил».
В начале 1969-го коллектив выпустил второй альбом, названный «Час волка» (англ. Hour of the Wolf). Ко времени записи этого альбома в 1968 году группа из квинтета снова перешла в разряд квартетов, поскольку из неё ушёл гитарист Ричард МакКенна. 1969 год можно считать временем прекращения деятельности The Hassles: Джоэл и Смолл покинули коллектив и организовали дуэт, назвав его именем предводителя гуннов — Аттила (англ. Attila), в то время как Бловельт позже стал сооснователем группы Ram Jam. Дуэт Attila записал и выпустил в 1970 году одноимённый альбом, после чего распался. Затем Джоэл перешёл к сольным выступлениям, а Смолл начал карьеру видеопродюсера и режиссёра, оказавшуюся, по словам Билли Джоэла, очень успешной.
Хоуи Бловельт скончался в 1993 году на 44-м году от рождения от сердечного приступа, а Джон Дизек умер 27 июня 2017 года в возрасте 68 лет после продолжительной болезни.

## Участники группы
- Ричард МакКенна — гитары (1964—1969);
- Джон Смолл — ударные (1964—1969);
- «Маленький Джон» Дизек — вокал, гармоника, бубен (1964—1968) (25.09.1948 — 27.06.2017);
- Гэри Вебер — бас-гитара, клавишные (электроорган) (1964—1966);
- Билли Джоэл — клавишные (электроорган), вокал (1966—1969);
- Хоуи Артур Бловельт — бас-гитара (1966—1968, 1968—1969) (24.02.1949 — 25.10.1993);
- Гленн Эванс (англ. Glenn Evans), Джон Абрант (англ. John Abrant) и Майк Коэн (англ. Mike Cohen) — дорожные менеджеры;
- Ирвин Мазур — менеджер.

## Дискография
Группа The Hassles работала в контексте тогдашней молодёжной популярной и рок-музыки, поэтому иногда элементы их композиций, включая вокал, напоминали музыку группы The Young Rascals из Нью-Йорка, родственного коллектива из Лонг-Айленда Vanilla Fudge, группы Soul Survivors из Филадельфии и рок- и блюзового ансамбля из Великобритании The Spencer Davis Group.

### Альбомы (LP)

#### The Hassles
Выпущен 21.11.1967, продюсеры Тони Майклз (англ. Tony Michaels) и Винни Горман (англ. Vinnie Gorman). Отличается наличием как оригинального материала, так и кавер-версий песен в стиле соул. В 1992 году перевыпущен на компакт-диске, где были добавлены несколько бонусных песен.
- «Warming Up» (Б. Джоэл) — 1:38
- «Just Holding On» (Ларри Вейсс (англ. Larry Weiss)) — 2:06
- «A Taste of Honey» — 4:17
- «Every Step I Take (Every Move I Make)» (Б. Джоэл, Т. Майклз, В. Горманн) — 2:30
- «Coloured Rain» — 3:22
- «I Hear Voices» (Джин Борис Сташук (англ. Gene Boris Stashuk)) — 2:53
- «I Can Tell» (Б. Джоэл) — 2:57
- «Giving Up (версия № 2)» (Ван МакКой (англ. Van McCoy)) — 4:16
- «Fever» — 3:19
- «You’ve Got Me Hummin'»[15] (А. Хейз, Д. Портер) — 2:27

#### Hour of the Wolf
Выпущен 23.01.1969, продюсер Томас Кей (англ. Thomas Kay). Все восемь песен альбома оригинальные, из них четыре принадлежат исключительно авторству Билли Джоэла, а остальные написаны им в соавторстве с участниками группы.
Незадолго до выпуска альбома на экраны кинотеатров вышел одноименный фильм шведского режиссёра Ингмара Бергмана. Прямой связи между альбомом или песней «Час волка» и фильмом Бергмана нет, но картина определённо повлияла на выбор группой названия своего альбома. С точки зрения молодых музыкантов, композиция «Час волка» была центральным произведением альбома, его magnum opus. Слова с апокалиптическим оттенком повествуют о страхах, о Господе, привидениях, безумии, смерти, пентаграммах, змеях и вездесущем волке-преследователе.
Альбом составляют следующие песни:
- «Country Boy» (Б. Джоэл, Д. Смолл) 2:35
- «Night After Day» (Б. Джоэл) — 3:11
- «Hour Of The Wolf» (Б. Джоэл, Д. Дизек) — 11:58
- «Four O’Clock In The Morning» (Б. Джоэл) — 3:12
- «Cat» (Б. Джоэл) — 4:15
- «Hotel St. George» (Б. Джоэл) — 5:00
- «Land Of Despair» (Б. Джоэл, Д. Смолл) — 3:36
- «Further Than Heaven» (Б. Джоэл, Д. Дизек) — 7:16

### Синглы
- You’ve Got Me Hummin'  (авторы песни Айзек Хейз и Дэвид Портер (англ. David Porter) / I’m Thinkin' (UA 50215), выпущен 28.08.1967, звучал на региональном радио[1] и занимал 112 позицию в течение одной недели в чарте Bubbling Under Hot 100; это было их единственное появление в журнале Billboard[16]. В чарте журнала Record World сингл занял 71-е место[4]. В 1983 году Билли Джоэл выпустил концертную соло-запись песни You’ve Got Me Hummin на Б-стороне своего хита Tell Her About It[17];
- Great Balls of Fire (Б-сторона — Travellin' Band, автор William (он же Billy) Joel, не путать с песней группы Creedence Clearwater Revival[1]), лейбл звукозаписи — United Artists (1969)[18];